# Latijns-Amerikaanse dans

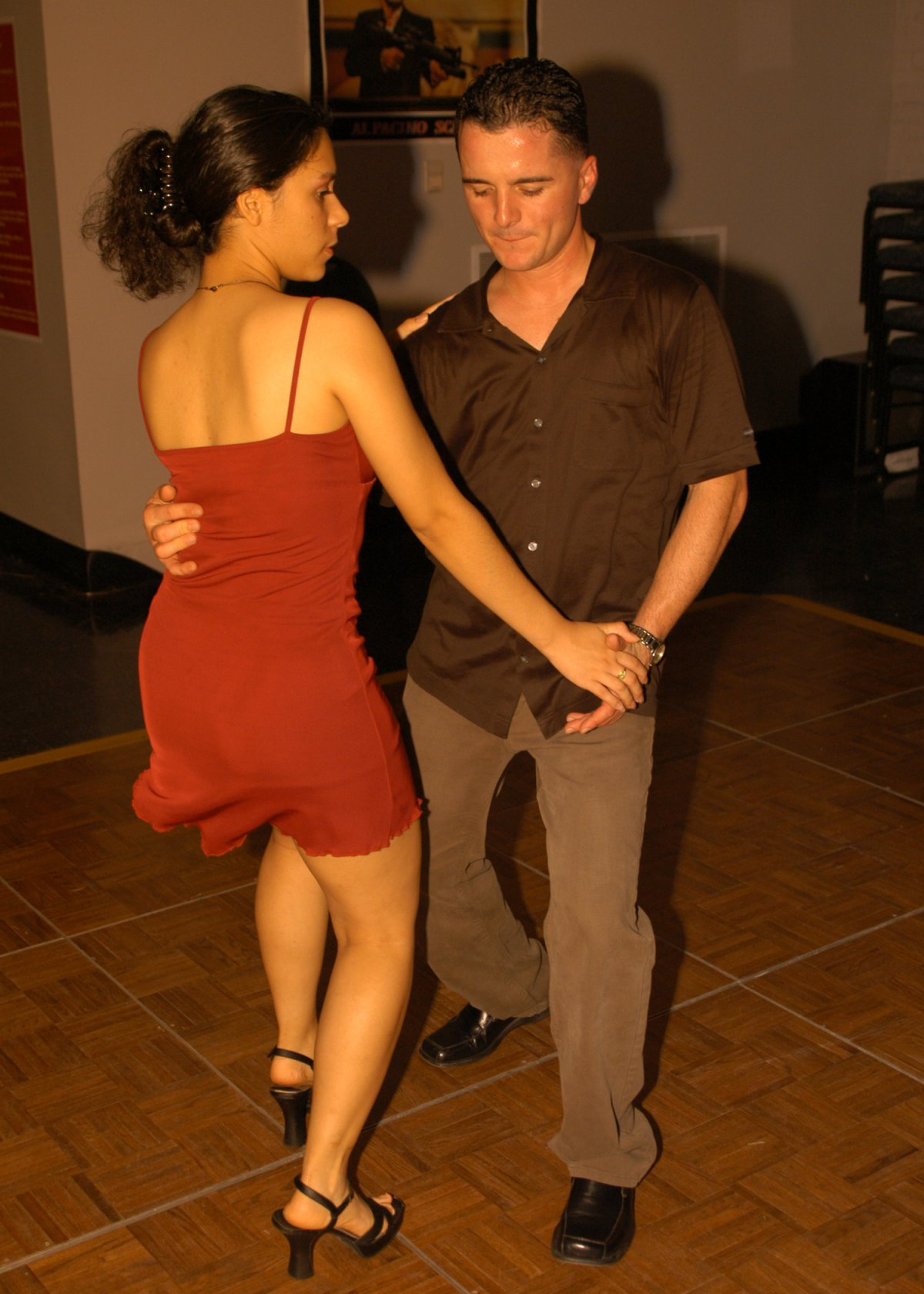
De salsa, een bekende Latijns-Amerikaanse dans.

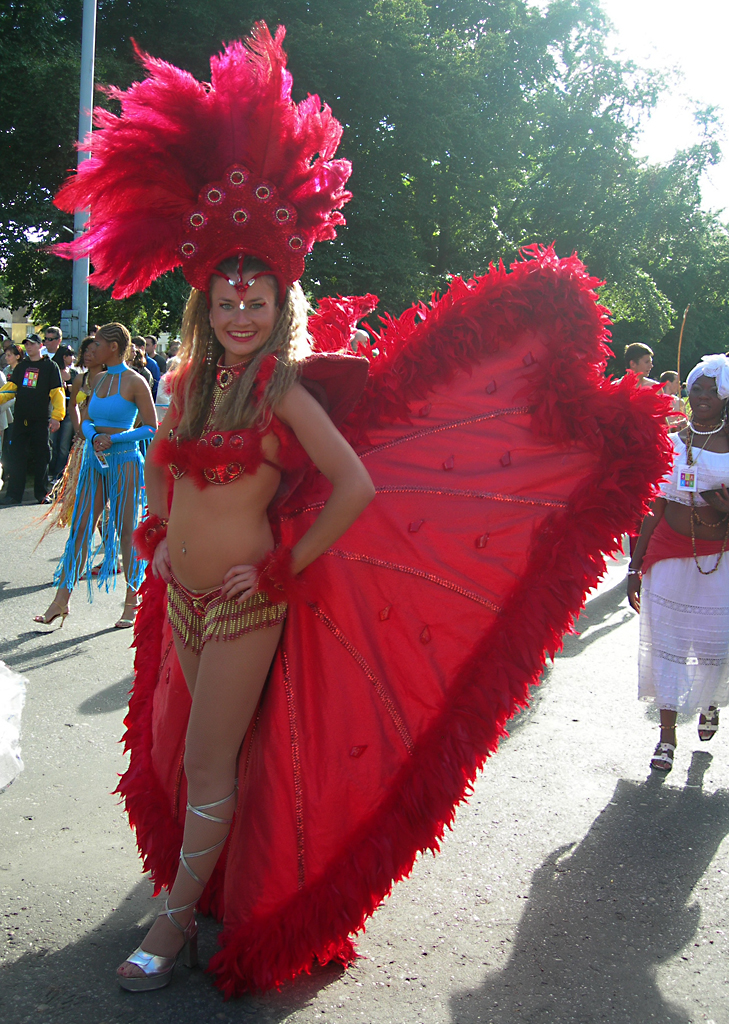
Een samba-danser in haar kostuum.

De term Latijns-Amerikaanse dansen wordt wel op twee manieren gebruikt:
- Als verzamelterm voor dansen die zijn ontstaan in Latijns-Amerika en het Caribische gebied die tevens gedanst worden op Latijns-Amerikaanse muziek en Caribische muziek.
- In de context van stijldansen wordt de term ook wel meer formeel gebruikt om te verwijzen naar de vijf internationale Latijns-Amerikaanse stijldansen, chachacha, rumba, samba, paso doble en jive. Vaak wordt dan ook wel de Engelse term Latin-American of Latin gebruikt.

De meeste Latijns-Amerikaanse dansen worden gedanst in paren; iedere heer danst met een dame. In tegenstelling tot de ballroomdansen wordt bij de Latijns-Amerikaanse dansen niet heel strak in de houding gedanst, maar is de houding losser en mag men de houding 'breken'. In sommige dansen betekent dit dat de heer en de dame verder uit elkaar staan, zoals in de mambo (een door dansleraren veel gebruikte quote uit de film Dirty Dancing: "This is my dance space. This is your dance space. I don't go into yours, you don't go into mine."). In andere dansen, zoals de merengue, staan de paren juist heel dicht op elkaar. In de Latijns-Amerikaanse dansen is het bewegen van de heupen belangrijk om de dansen het juiste karakter te geven. De romp, heupen en benen horen onafhankelijk van elkaar te bewegen, waar in de ballroomdansen de heupen recht onder de romp gehouden horen te worden.
Dansen die hun oorsprong in Latijns-Amerika en het Caribische gebied vinden zijn onder andere:
- Bachata
- Bolero
- Congada (Conga)
- Cumbia
- Chachacha
- Danza
- Frevo
- Lambada
- Limbo
- Mambo
- Merengue
- Reggaeton
- Rumba
- Samba
- Salsa
- Soca
- Son
- Ballroomtango
- Argentijnse tango
- Zouk

Dansen die hun oorsprong in Latijns-Amerika vinden maar vooral in Europa verder uitgewerkt zijn tot hun huidige vorm zijn onder andere:
- Chachacha
- Rumba
- Samba

De volgende dans komt uit Noord-Amerika maar wordt wegens ritme en dansstijl ook tot deze dansen gerekend:
- Jive

Uit Europa komt de:
- Paso doble, van oorsprong Europees, maar wordt tot de Latijns-Amerikaanse dansen gerekend.[1]

Een aantal van deze dansen worden ook bij de stijldansen gerekend. Hoewel de ballroomtango zijn oorsprong in Argentinië heeft, wordt de dans bij de standaarddansen gerekend. Dit omdat de tango qua stijl niet bij de andere dansen past.